# Antonio de Olaguer y Feliú

Brasão de armas de Antonio Olaguer Feliú, Vice-rei do Río de la Plata.

Antonio Olaguer Feliú (Villafranca del Bierzo, Espanha, 1742 — Madrid, Espanha, 1813) foi governador de Montevideo entre 2 de agosto de 1790 e 11 de fevereiro de 1797 e posteriormente designado Vice-Rei do Rio da Prata em 2 de maio de 1797, cargo que ocupou até 14 de maio de 1799.